# D606 (Yonne)
De D606 is een departementale weg in het Franse departement Yonne. De weg bestaat uit twee delen. Het eerste deel loopt van de grens met Seine-et-Marne via Sens naar Auxerre. Het tweede deel loopt van Auxerre via Avallon naar de grens met Côte-d'Or. In Seine-et-Marne loopt de weg verder als D606 naar Melun en Parijs. In Côte-d'Or loopt de weg als D906 verder naar Chalon-sur-Saône en Lyon.

## Geschiedenis
Oorspronkelijk was de D606 onderdeel van drie routes nationales: de N5 tussen Seine-et-Marne en Sens, de N5BIS tussen Sens en Joigny en de N6 tussen Joigny en Côte-d'Or. In 1949 werd de N5BIS omgenummerd tot N6 en in 1978 werd ook de N5 tussen Sens en Parijs omgenummerd tot N6.
In 2006 werd de weg overgedragen aan het departement Yonne, omdat de weg geen belang meer had voor het doorgaande verkeer vanwege de parallelle autosnelweg A6. De weg is toen omgenummerd tot D606.